# Thomas Libiih
Thomas Libiih (Douala, 1967. november 17. –) kameruni válogatott labdarúgó.

## Pályafutása

### Klubcsapatban
1989 és 1992 között a Tonnerre Yaoundé játékosa volt. 1993 és 1995 között a szaúdi Ohod Club együttesében szerepelt. 2001-ben az ecuadori LDU Portoviejo csapatát erősítette.

### A válogatottban
1989 és 1994 között 13 alkalommal szerepelt a kameruni válogatottban és 1 gólt szerzett. Részt vett az 1990-es és az 1994-es világbajnokságon, illetve az 1990-es Afrikai nemzetek kupáján. 